# Robert Fry Engle
Robert Fry Engle III (Syracusa, EUA 1942) és un economista i professor universitari estatunidenc guardonat amb el Premi del Banc de Suècia de Ciències Econòmiques en memòria d'Alfred Nobel l'any 2003.

## Biografia
Va néixer el 10 de novembre de 1942 a la ciutat de Syracusa, població situada a l'estat nord-americà de Nova York. Després d'estudiar física al Williams College, va graduar-se l'any 1966 en economia a la Universitat Cornell, on també realitzà el doctorat l'any 1969. Entre 1969 i 1972 fou professor a l'Institut Tecnològic de Massachusetts, passant a la Universitat de San Diego l'any 1972, càrrec que ocupà fins al seu retir l'any 2003. Actualment és professor de la Universitat de Nova York

## Recerca econòmica
Interessat en els valors dels instruments financers mitjançant l'econometria, va observar com aquests instruments varien aleatòriament en el temps en funció del risc; un grau de variació conegut amb el nom de volatilitat. La volatilitat mostra períodes turbulents, amb canvis bruscs, seguits per altres períodes de calma amb poques fluctuacions. Engle va proposar els models ARCH (Autoregressive conditional heteroskedasticity, "models d'heterosquedasticitat autoregresiva condicional") que ajuden a descriure les propietats de moltes sèries temporals i va desenvolupar mètodes per a fer models de les variacions de volatilitat al llarg del temps. Aquests models s'han fet indispensables per a tots els interessats en l'anàlisi dels mercats financers.
L'any 2003 fou guardonat amb la meitat del Premi del Banc de Suècia de Ciències Econòmiques pels seus mètodes d'anàlisis de sèries temporals econòmiques amb volatilitat variable en el temps ARCH". L'altra meitat del premi recaigué en Clive Granger per la seva recerca sobre els mètodes d'analitzar sèries temporals econòmiques amb un camp comú, i que ell denominà cointegració.

## Obra seleccionada
- 1983: "Autoregressive Conditional Heteroskedasticity With Estimates of the Variance of UK Inflation", Econometrica 50: 987-1008.
- 1983: "Exogeneity", Econometrica 51: 277-304, amb David F. Hendry i Jean-Francois Richard.
- 1986: "Semi-parametric estimates of the relation between weather and electricity demand", Journal of American Statistical Association 81: 310-320, amb Clive Granger, J. Rice i A. Weiss.
- 1987: "Estimation of Time Varying Risk Premia in the Term Structure: the ARCH-M Model", Econometrica 55: 391-407, amb David Lilien i Russell Robins.
- 1987: "Co-integration and Error Correction: Representation, Estimation and Testing", Econometrica 55: 251-276, amb Clive Granger.
- 1990: "Asset Pricing with a Factor ARCH Covariance Structure: Empirical Estimates for Treasury Bills", Journal of Econometrics 45: 213-237, amb V. Ng i M. Rothschild.
- 2002: "Dynamic Conditional Correlation - A Simple Class of Multivariate GARCH Models", Journal of Business and Economic Statistics.